# 게오르그 하켄슈미트

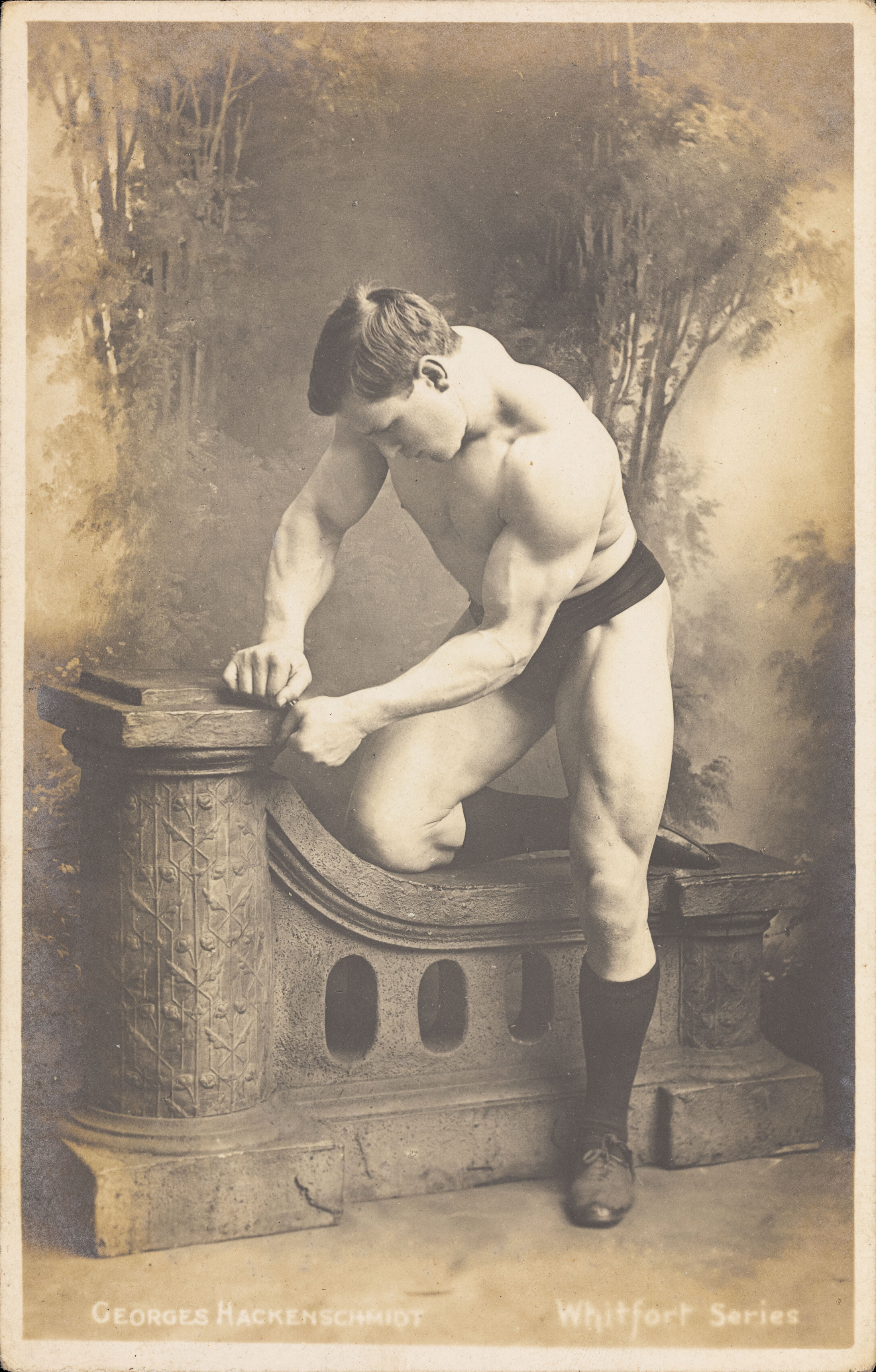
1900년 경의 하켄슈미트

게오르그 칼 율리우스 하켄슈미트(Georg Karl Julius Hackenschmidt, 1878년 7월 20일 - 1968년 2월 19일)는 에스토니아의 격투가로 세계최초의 프로레슬러이기도 하다. 후에 프랑스와 영국의 국적을 취득하였다.
1898년에 레슬링 그레코로만형의 챔피언이 되었다. 1900년에는 프로레슬링으로 전향했는데 프랭크 고티에게 패배하여 세계최초의 프로레슬링에서의 패배자가 되었다.